# Yanase Masamu
Yanase Masamu (jap. 柳瀬 正夢; * 12. Januar 1900 in der Präfektur Ehime; † 25. Mai 1945 in Tokio) war ein japanischer Manga-Zeichner und Karikaturist.
Geboren in der Präfektur Ehime, zog er 1911 nach Kitakyūshū. Später zog er, in der Hoffnung, Malerei zu studieren, nach Tokio, fand jedoch keinen Lehrplatz und musste sich seine künstlerischen Fähigkeiten selbst anlernen.
Er war Mitglied der avantgardistischen Gruppierung Mavo, die von 1923 bis 1925 in Tokio aktiv war. Schon zuvor war er der linken „Japanischen Proletarischen Künstlervereinigung“ beigetreten und war für diese Bewegung an der Gestaltung einiger Magazine, Plakate und Bücher beteiligt.
1920 stellte ihn die Tageszeitung Yomiuri Shimbun als Karikaturisten und Comiczeichner an. Für diese schuf er teilweise politische und satirische Werke im Stil amerikanischer Cartoons, in denen er Reichtum, Krieg, Korruption und Kapitalismus anprangerte. Mit Kanemoichi Kyōiku zeichnete er ab 1929 für Yomiuri Shimbun eine ideologisch motivierte Parodie auf die US-amerikanische Comicstripserie Bringing Up Father von George McManus. Für Musansha Shimbun, die Zeitung der zu dieser Zeit verbotenen Kommunistischen Partei Japans, war er ab 1925 als Karikaturist tätig. Als diese Zeitung 1932 verboten wurde, wandte er sich wieder ganz der Arbeit für Yomiuri Shimbun zu.
Um 1938 zwang man Yanase, der in seiner Karriere mehrmals verhaftet wurde, auf politische Kritik in seinen Veröffentlichungen ganz zu verzichten. Stattdessen schuf er Illustrationen und Landschaftsbilder für die englischsprachige Zeitschrift A Friend of Children.
Er starb am 25. Mai 1945 bei einem Luftangriff auf Shinjuku in Tokio.